# Phường 6, Quận 4
Phường 6 là một phường cũ thuộc Quận 4, Thành phố Hồ Chí Minh, Việt Nam.
Phường 6 có diện tích 0,20 km², dân số năm 2021 là 10.230 người,  mật độ dân số đạt 51.150 người/km².
Đến ngày 1 tháng 1 năm 2025, phường 6 chính thức bị giải thể và sáp nhập vào phường 9 thuộc Quận 4.